# أحمد موسى (لاعب كرة قدم إماراتي)
أحمد موسى صقر مراد (مواليد 23 يونيو 1995، لاعب كرة قدم إماراتي يجيد اللعب في الوسط.
لعب سابقاً في النادي الأهلي .

## نادي شباب الأهلي دبي
كان يلعب مع النادي الأهلي وبعد دمج أندية الأهلي و نادي الشباب ونادي دبي تحت مسمى نادي شباب الأهلي تم ضمه إلى نادي شباب الأهلي و تمت إعارته إلى نادي الفجيرة لموسمين و في صيف 2019 انتقل رسمياً إلى نادي الفجيرة و أعير إلى نادي حتا ونادي العروبة و لعب بعدها مع نادي البطائح.

## روابط خارجية
- أحمد موسى صقر على موقع Soccerway.com (الإنجليزية)